# Kanton Tulle-Urbain-Nord
Tulle-Urbain-Nord is een voormalig kanton van het Franse departement Corrèze. Het kanton maakte deel uit van het arrondissement Tulle. Het werd opgeheven bij decreet van 24 februari 2014, met uitwerking op 22 maart 2015.
Het kanton omvatte uitsluitend een deel van de gemeente Tulle.